# Ceux qui veulent ma mort
Pour plus de détails, voir Fiche technique et Distribution.
Ceux qui veulent ma mort ou Ceux qui me souhaitent la mort au Québec (Those Who Wish Me Dead) est un film américain réalisé par Taylor Sheridan et sorti en 2021. Il s'agit de l'adaptation du roman de même nom de Michael Koryta (2014). L'auteur participe à l'écriture du scénario.
Le film sort tout d'abord en Corée du Sud. Aux États-Unis, il est diffusé en simultané au cinéma et sur la plateforme HBO Max. Il reçoit des critiques partagées. En France, le film est diffusé directement sur Canal+ et sa plateforme myCanal.

## Synopsis
Owen Casserly, juricomptable en Floride, apprend à la télévision le meurtre de sa patronne par des mercenaires Black Ops. Se sachant lui aussi en danger, il part précipitamment avec son fils Connor. Ils se rendent alors vers le comté de Park dans le Montana, où le beau-frère d'Owen, Ethan Sawyer, est adjoint du shérif. Mais ils ne parviennent pas à destination. Sur une route en pleine forêt, Owen est abattu par les deux mêmes tueurs responsables du meurtre. Connor assiste alors à toute la scène. Avant de mourir, son père lui a dit de suivre le fleuve qui le mènera à une ville. Ne voulant pas laisser de témoin, les deux tueurs se lancent à ses trousses. L'adolescent va alors trouver de l'aide auprès de Hannah Faber. Postée dans une tour de guet anti-incendies, cette dernière est pompier parachutiste et reste traumatisée après un terrible accident lors d'une précédente intervention. À travers une forêt en proie aux flammes, Connor et Hannah vont tenter de s'en sortir.

## Fiche technique
Sauf indication contraire, les informations mentionnées dans cette section peuvent être confirmées par la base de données cinématographiques IMDb,  présente dans la section « Liens externes ».
- Titre original : Those Who Wish Me Dead
- Titre français : Ceux qui veulent ma mort
- Titre québécois : Ceux qui me souhaitent la mort
- Réalisation : Taylor Sheridan
- Scénario : Michael Koryta, Charles Leavitt et Taylor Sheridan, d'après le roman Those Who Wish Me Dead de Michael Koryta
- Musique : Brian Tyler
- Direction artistique : Sandra Doyle Carmola
- Costumes : Kari Perkins
- Photographie : Ben Richardson
- Montage : Chad Galster
- Production : Garrett Basch, Aaron L. Gilbert, Taylor Sheridan, Kevin Turen et Steven Zaillian
- Production déléguée : Jason Cloth, Kathryn Dean et Michael Friedman
- Sociétés de production : Bron Studios, Film Rites et New Line Cinema
- Sociétés de distribution : New Line Cinema (États-Unis, cinéma), HBO Max (États-Unis, vidéo à la demande)
- Pays de production :  États-Unis
- Genres : thriller, action, survie, néo-western
- Durée : 100 minutes
- Dates de sortie : 
  - Corée du Sud : 5 mai 2021
  - États-Unis : 14 mai 2021 (au cinéma et sur HBO Max)
  - France : 3 décembre 2021 (sur Canal+ et myCanal)
- Classification :
  - États-Unis : R (interdit aux moins de 17 ans non accompagné d'un adulte)
  - France : Interdit aux moins de 12 ans à la télévision et en vidéo à la demande

## Distribution
- Angelina Jolie (VF : Françoise Cadol) : Hannah Faber
- Finn Little : Connor Casserly
- Nicholas Hoult (VF : Jim Redler) : Patrick Blackwell
- Aidan Gillen (VF : Yann Guillemot) : Jack Blackwell
- Jon Bernthal (VF : Jochen Haegele) : Ethan Sawyer
- Tyler Perry : Arthur Phillip
- Medina Senghore : Allison Sawyer
- Jake Weber (VF : Pierre Tessier) : Owen Casserly
- Tory Kittles (VF : Jean-Michel Vaubien) : Ryan
- Lora Martinez-Cunningham : Tina
- Dylan Kenin : Justin
- James Jordan : Ben
- Howard Ferguson Jr. (VF : Yann Sundberg) : Vic
- Jacob Browne : un marshal
- Matt Medrano : le marshal Franks
- Alison Grainger : une professeure

## Production
En janvier 2019, Angelina Jolie est annoncée dans le rôle principal d'un film écrit et réalisé par Taylor Sheridan. En avril, Nicholas Hoult, Tyler Perry, Jon Bernthal et Aidan Gillen rejoignent également la distribution,. Nicolas Cage avait un temps été annoncé.

### Tournage
Le tournage débute en mai 2019 au Nouveau-Mexique,. Il s'achève en juillet de la même année.

## Accueil

### Dates de sortie
En mai 2019, il est annoncé que Warner Bros. et New Line Cinema distribueront le film en salles. La sortie est retardée en raison de la pandémie de Covid-19, et de la fermeture des salles de cinéma dans de nombreux pays. Warner Bros. annonce alors que tous ses films prévus pour 2021 sortiront simultanément au cinéma et la plateforme HBO Max (pendant un mois).
En France, il devrait sortir le 12 mai 2021, mais il est repoussé de deux semaines au 26 mai 2021 en raison de la pandémie de Covid-19 et pour éviter la concurrence avec Comment je suis devenu super-héros. Il sort finalement le 3 décembre 2021 directement sur Canal+ et myCanal.

### Accueil critique
Le film reçoit des critiques partagées aux États-Unis. Sur l'agrégateur américain Rotten Tomatoes, il récolte 62% d'opinions favorables pour 216 critiques et une note moyenne de 5,7⁄10. Le consensus du site est « Un thriller d'action de style des années 90 carrément traditionnel, Those Who Wish Me Dead est rehaussé par la réalisation propulsive de Taylor Sheridan ». Sur Metacritic, il obtient une note moyenne de 59⁄100 pour 41 critiques.
En France, où le film ne connaît guère les honneurs d'une sortie en salles, l'accueil critique est plus négatif. Le blog Il a osé ! évoque un néo-western raté, loin du niveau des précédents films de Taylor Sheridan. Le site Allociné recense une moyenne spectateur située à 2,5⁄5.

### Box-office
Aux États-Unis, le film sort en salles et sur la plateforme HBO Max. Au cinéma, il sort le même week-end que des films comme Spirale : L'Héritage de Saw et Profile. Les prédictions établissement entre 4 et 5 millions de dollars pour le film qui est projeté dans 3 188 salles pour ce premier week-end d'exploitation. Those Who Wish Me Dead enregistre 880 000 de dollars pour son premier jour et finit le week-end avec 2,8 millions (3e meilleur score du week-end).
En parallèle, le film sort au même moment en Australie et en Russie.
| Pays ou région    | Box-office   | Date d'arrêt du box-office | Nombre de semaines |
| ----------------- | ------------ | -------------------------- | ------------------ |
| États-Unis Canada | 7 347 103 $  |                            | en cours           |
| Total mondial     | 23 408 489 $ | -                          | -                  |